# SMSS J215728.21-360215.1
SMSS J215728.21-360215.1, powszechnie znana jako J2157-3602, jest jedną z najszybciej rozwijających się czarnych dziur i jednym z najpotężniejszych znanych kwazarów (wg stanu na rok 2018) Przesunięciu ku czerwieni obiektu wynosi 4,75 co odpowiada odległości równej 25×109 ly od Ziemi, natomiast odległość jaką przebyło światło obiektu, wynosi 12.5× 109 ly. Został odkryty za pomocą teleskopu SkyMapper w Obserwatorium Siding Spring w Australian National University, ogłoszonym w maju 2018 r. Ma wewnętrzną jasność bolometryczną 6.95× 1014  L ☉ (2.66× 1041 W).
W lipcu 2020 r. stwierdzono, że czarna dziura związana z kwazarem ma 34 miliardy mas Słońca, na podstawie badań, które zostaną opublikowane w miesięcznych zawiadomieniach Royal Astronomical Society.